# Tephritis alini
Tephritis alini är en tvåvingeart som beskrevs av Erich Martin Hering 1936. Tephritis alini ingår i släktet Tephritis och familjen borrflugor. Inga underarter finns listade i Catalogue of Life.